# Apatelodidae
Famille
Les Apatelodidae sont une famille de lépidoptères (papillons) de la super-famille des Bombycoidea. 

## Historique
Ce taxon constituait auparavant une sous-famille de la famille des Bombycidae, sous le nom d'Apatelodinae. Il a été élevé au rang de famille à la suite d'analyses de phylogénétique moléculaire.

## Liste des genres
Les Apatelodidae contiennent environ 180 espèces, réparties dans 12 genres :
- Apatelodes Packard, 1864
- Carnotena Walker, 1865
- Drepatelodes Draudt, 1929
- Ephoria Herrich-Schäffer, 1855
- Epiopsis Piñas Rubio, 2008
- Falcatelodes Draudt, 1929
- Olceclostera Butler, 1878
- Pantelodes Herbin, 2017
- Prothysana Walker, 1855
- Quentalia Schaus, 1929
- Thelosia Schaus, 1896
- Thyrioclostera Draudt, 1929
- Zanola Walker, 1855